# Регионални центар Добој ЈЗУ Институт за јавно здравство РС
| Регионални центар Добој ЈЗУ Институт за јавно здравство РС |                                      |
|                                                            |                                      |
| Основан                                                    | 20. јун 1994.                        |
| Земља                                                      | Република Српска Босна и Херцеговина |
| Директор                                                   | Бранислав Зељковић в.д.              |
| Седиште                                                    | Добој                                |
| Адреса                                                     | Меше Селимовића 10                   |
| Сајт                                                       | https://www.phi.rs.ba/               |

Регионални центар Добој ЈЗУ Институт за јавно здравство РС једна је од шест регионалних центара у систему здравства Републике Српске, и високоспецијализована установа  чији је обим рада и делатност прописан Законом о здравственој заштити. Као сертификована и акредитована установа од 2017. године  Регионални центар Добој организује: праћење, процену и анализе здравственог стања становништва у Републици Српској у областима: епидемиологије, микробиологије, хигијене, санитарне хемије, социјалне медицине, организације и економике здравства, заштите од зрачења.

## Називи
Кроз своју историју Регионални центар Добој је од свог оснивања до данас мењао називе: Санитарно епидемиолошка станица (Дом здравља) од 1937- до 1955. — Хигијенски завод од 1955. до 1961. — Завод за здравствену заштиту од 
1961. до 1975. — Завод за јавно здравство од 1975. до 1980. — Завод за здравствену заштиту од 1980. до 1984. — Регионални завод за здравствену заштиту од 1984. до 1985. — Радна организација завода за здравствену заштиту од 1985. до 1995. — Регионални завод Добој Завода за заштиту здравља Републике Српске од 1995. до 2004. — Регионални завод Добој Института за заштиту здравља Републике Српске од 
2004. до 2012. — Регионални завод Добој ЈЗУ Института за јавно здравља Републике Српске од 2012.

## Намена
Ова високоспецијализована здравствена установа намењена је да:
- прати стање здравља становништва,
- прати епидемиолошку ситуацију и хигијенске прилике,
- предузима мере за спречавање извора ширења заразних болести,
- предлаже и спроводи мере за отклањање штетних фактора у животној средини,
- утиче на унапређење здравља становништва у Републици Серпској

## Историја
Основан је  1937. године, у постојећој згради Регионалног центра Добој ЈЗУ Институт за јавно здравство РС, формиран као Дом народног здравља. Сам објекат Дома саграђен је уз помоћ Рокфлерове фондације и залагања др Андрије Штампара лекара заслужног за развоја здравствене заштите становништва целе предратне Југославије.
Дом народног здравља није имао намену и задатке данашњих домова здравља већ је у свом саставу имао:
- епидемиолошку станицу,
- лабораторију,
- станицу за сузбијање венеричних болести,
- општу амбуланту,
- школску поликлинику,
- антирабичну станицу.

Први управник Дома био је Тадија др Пшерн (1896-1955), а један од лекара био је и Евгеније Ошпањски, епидемиолог ангажован на сузбијању ендемског сифилиса у Босни Херцеговини.